# Mecaphesa perkinsi
Mecaphesa perkinsi är en spindelart som beskrevs av Simon 1904. Mecaphesa perkinsi ingår i släktet Mecaphesa och familjen krabbspindlar. Inga underarter finns listade i Catalogue of Life.